# Bully Drammeh
Bully Drammeh (sinh ngày 15 tháng 7 năm 1995) ilà một cầu thủ bóng đá người Gambia thi đấu cho Real de Banjul, ở vị trí tiền vệ.

## Sự nghiệp
Anh từng thi đấu bóng đá cho Brikama United và Real de Banjul.
Anh ra mắt quốc tế cho Gambia năm 2011.